# Сассапариль высокий
Сассапариль высокий (лат. Smilax excelsa) — вид растений рода Сассапариль (Smilax) семейства Сассапарилевые (Smilacaceae).

## Ботаническое описание

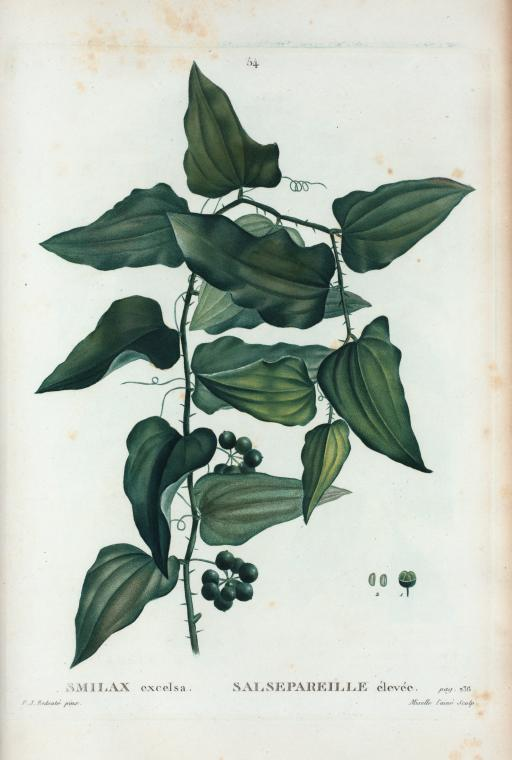
Ботаническая иллюстрация П.-Ж. Редуте

Лиана с вытянутым в длину стебель 15—20 м и диаметром у основания 1—2 см. Снизу стебли без волосков, без листьев. На всём протяжении усажен твёрдыми, прямыми, изогнутыми кончиками — шипами 4—10 мм длиной. В средней и верхней частях к шипам присоединяются листья — очередные, цельнокрайные; яйцевидной, округлой или треугольной формы. Листья сидят на коротких черешках, а выше основания черешка расположена пара усиков, которыми растение и прикрепляется к опоре. Чем ближе к верхушке, тем более гибким становится стебель.
Местообитание: разнообразные почвы и типы леса, по опушкам и на порубках, в балках и низменных тенистых местах.
Жизненная форма:
По Рауникеру: мезофанерофит.
По Серебрякову: древесное растение, опирающаяся и усиконосная лиана.
По Зазулину: рестативная.
По Смирновой: моноцентрическая.